# バイオ・アマゾネス
バイオ・アマゾネス（原題Demon's Kiss）は、2002年に製作されたアメリカ合衆国のホラー映画。ブラッド・サイクス監督による作品。
日本国内では劇場未公開だが、2006年11月にトーンより吹き替えのDVDが発売されている。

## キャスト
| 役名             | 俳優                           | 日本語吹替 |
| ---------------- | ------------------------------ | ---------- |
| テレサ・バーンズ | マドレーヌ・リンドレー         | 本田貴子   |
| ポール           | ジェフ・マーチェレッタ         | 松本保典   |
| ニック           | ジョン・デヴィッド・シェパード |            |
| ルビー           | エミー・スミス                 | 湯屋敦子   |
| ハマー刑事       | ギャレット クランシー          | 田中正彦   |
| ミッシェル       | ビヴァリー・リン               | 松谷彼哉   |

- その他日本語吹き替え

桐本琢也、乃村健次、中田雅之、幸田夏穂、遠藤純一
演出 - 市来満、翻訳 - 小熊容子